# GIRLS POWER
『GIRLS POWER』（ガールズパワー）は、SILENT SIRENの5枚目のオリジナル・アルバム。2017年12月27日にEMI Recordsから発売された。

## 解説
オリジナルとしては『S』（2016年3月2日発売）以来1年9か月ぶり、今作より所属レコード会社をユニバーサルミュージックの傘下レーベルEMI Recordsへ移籍後、最初のアルバムとなる。2017年10月15日に東京イースト21で行われた『ジャストミート』発売記念イベントにおいて発売日とタイトルが発表された。
タイトルの『GIRLS POWER』は、SILENT SIRENの2018年のテーマとして考えていた言葉で、梅村妃奈子曰く「1周回ってストレートで分かりやすいものにしたかった」とのこと。レコーディングはライブツアー『新世界』と並行して行われており、「前作以上に難産で、半年もかかった」と山内あいなは語っている。
アルバムのアートディレクションは『ジャストミート』のMVも手掛けたかとうみさとが担当。初回限定盤（CD+DVD：UPCH-29277）、通常盤（CD：UPCH-20477）の他、ファンクラブ限定盤（CD：PDCN-1914）も発売。ファンクラブ限定盤には山内あいなデザインのトートバッグと、冠番組『サイサイてれび!おちゃの娘サイサイ』（テレ朝動画）の企画で行われた富士登山のドキュメントDVDが収められている。

## 収録曲
- 特記の無い限り、全作曲・編曲：クボナオキ

### CD
1. フジヤマディスコ
作詞：すぅ
  - 12thシングル
  - フジテレビ系「佳代子の部屋〜真夜中のゲーム会議〜」オープニングテーマ
  - TBS系「COUNT DOWN TV」2017年3月期エンディングテーマ
2. merry-go-round
作詞：すぅ
3. KNiFE
作詞：あいにゃん
4. Love Balloon
作詞：ゆかるん
  - 12thシングル『フジヤマディスコ』カップリング
  - ルミカ『キミは何色?』編CMソング[9]
5. パパヤパヤパ
作詞：すぅ
  - TOKYO MXテレビアニメ「おにゃんこポン」主題歌
6. ジャストミート
作詞：すぅ
  - 14thシングル
  - TBS系「王様のブランチ」2017年10月度エンディングテーマ[10]
7. AKANE
作詞：すぅ
  - MBS/TBS系ドラマイズム「ファイナルファンタジーXIV 光のお父さん」エンディングテーマ
8. フユメグ
作詞：すぅ
  - 14thシングル『ジャストミート』カップリング
9. さくら咲く青い春
作詞・作曲：あいにゃん　編曲：クボナオキ
  - テレビアニメ『リルリルフェアリル〜魔法の鏡〜』（テレビ東京系）オープニングテーマ[11]
10. Kaleidoscope
作詞：すぅ
  - 13thシングル『AKANE/あわあわ』カップリング
11. ODOREmotion
作詞：すぅ
  - スマートフォンアプリ「メガスマッシュ」コラボ楽曲
12. さよなら日比谷
作詞：すぅ

### DVD
1. フジヤマディスコ（MV）
2. AKANE（MV）
3. ジャストミート（MV）
4. フジヤマディスコ（2017「新世界」ツアーファイナル日本武道館～奇跡～ より[注 1]）
5. ジャストミート（2017「新世界」ツアーファイナル日本武道館～奇跡～ より）
6. Kaleidoscope（2017「新世界」ツアーファイナル日本武道館～奇跡～ より）